# Synegia omissa
Synegia omissa là một loài bướm đêm trong họ Geometridae.